# Associazione Calcio Arezzo 2000-2001
Questa voce raccoglie le informazioni riguardanti l'Associazione Calcio Arezzo nelle competizioni ufficiali della stagione 2000-2001.

## Rosa
| N. |                          | Ruolo | Calciatore           |
| -- | ------------------------ | ----- | -------------------- |
|    | Italia (bandiera)        | D     | Fabrizio Arabia      |
|    | Italia (bandiera)        | C     | Roberto Bacci        |
|    | Italia (bandiera)        | A     | Massimiliano Benfari |
|    | Italia (bandiera)        | C     | Riccardo Bonetto     |
|    | Italia (bandiera)        | C     | Davide Campofranco   |
|    | Italia (bandiera)        | C     | Giovanni Caterino    |
|    | Italia (bandiera)        | A     | Gasperino Cinelli    |
|    | Italia (bandiera)        | D     | Gabriele Cioffi      |
|    | Italia (bandiera)        | P     | Emanuele Concetti    |
|    | Italia (bandiera)        | D     | Massimiliano Corrado |
|    | Italia (bandiera)        | D     | Fabio Di Sauro       |
|    | Liechtenstein (bandiera) | A     | Mario Frick          |
|    | Italia (bandiera)        | P     | Marco Giannitti      |
|    | Italia (bandiera)        | A     | Nunzio Lazzaro       |
|    | Italia (bandiera)        | D     | Manolo Liberati      |
|    | Italia (bandiera)        | D     | Cristian Lizzori     |

| N. |                      | Ruolo | Calciatore             |
| -- | -------------------- | ----- | ---------------------- |
|    | Italia (bandiera)    | C     | Omar Menchetti         |
|    | Italia (bandiera)    | C     | Johnny Modolo Perrelli |
|    | Italia (bandiera)    | C     | Vasco Morelli          |
|    | Argentina (bandiera) | A     | Alejandro Nicolas      |
|    | Italia (bandiera)    | C     | Giovanni Passiglia     |
|    | Italia (bandiera)    | A     | Luca Pellegrini        |
|    | Argentina (bandiera) | C     | Adrián Ricchiuti       |
|    | Italia (bandiera)    | C     | Mattia Rinaldini       |
|    | Italia (bandiera)    | C     | Maurizio Rinino        |
|    | Italia (bandiera)    | A     | Nello Russo            |
|    | Italia (bandiera)    | D     | Emanuele Simoni        |
|    | Italia (bandiera)    | C     | Giuseppe Ticli         |
|    | Italia (bandiera)    | C     | Marco Vendrame         |
|    | Italia (bandiera)    | D     | Simone Venturi         |
|    | Italia (bandiera)    | P     | Paolo Ziliani          |

## Risultati

### Serie C1

#### Girone di andata
| 3 settembre 2000 1ª giornata | Pisa | 2 – 1 | Arezzo |  |

| 10 settembre 2000 2ª giornata | Arezzo | 0 – 2 | Modena |  |

| 17 settembre 2000 3ª giornata | Brescello | 1 – 1 | Arezzo |  |

| 24 settembre 2000 4ª giornata | Arezzo | 0 – 1 | AlbinoLeffe |  |

| 1º ottobre 2000 5ª giornata | SPAL | 2 – 1 | Arezzo |  |

| 8 ottobre 2000 6ª giornata | Arezzo | 1 – 0 | Varese |  |

| 15 novembre 2000 7ª giornata | Carrarese | 1 – 0 | Arezzo |  |

| 22 ottobre 2000 8ª giornata | Arezzo | 4 – 1 | Reggiana |  |

| 29 ottobre 2000 9ª giornata | Alessandria | 1 – 2 | Arezzo |  |

| 5 novembre 2000 10ª giornata | Arezzo | 2 – 1 | Livorno |  |

| 19 novembre 2000 11ª giornata | Lucchese | 1 – 2 | Arezzo |  |

| 26 novembre 2000 12ª giornata | Arezzo | 2 – 1 | Como |  |

| 3 dicembre 2000 13ª giornata | Alzano Virescit | 0 – 2 | Arezzo |  |

| 10 dicembre 2000 14ª giornata | Arezzo | 0 – 2 | Spezia |  |

| 17 dicembre 2000 15ª giornata | Lecco | 1 – 0 | Arezzo |  |

| 23 dicembre 2000 16ª giornata | Arezzo | 3 – 1 | Lumezzane |  |

| 7 gennaio 2001 17ª giornata | Cesena | 1 – 3 | Arezzo |  |

#### Girone di ritorno
| 14 gennaio 2001 18ª giornata | Arezzo | 2 – 0 | Pisa |  |

| 21 gennaio 2001 19ª giornata | Modena | 4 – 1 | Arezzo |  |

| 28 gennaio 2001 20ª giornata | Arezzo | 3 – 1 | Brescello |  |

| 4 febbraio 2001 21ª giornata | AlbinoLeffe | 0 – 0 | Arezzo |  |

| 11 febbraio 2001 22ª giornata | Arezzo | 0 – 0 | SPAL |  |

| 18 febbraio 2001 23ª giornata | Varese | 2 – 3 | Arezzo |  |

| 25 febbraio 2001 24ª giornata | Arezzo | 3 – 2 | Carrarese |  |

| 4 marzo 2001 25ª giornata | Reggiana | 1 – 1 | Arezzo |  |

| 11 marzo 2001 26ª giornata | Arezzo | 4 – 1 | Alessandria |  |

| 18 marzo 2001 27ª giornata | Livorno | 5 – 3 | Arezzo |  |

| 25 marzo 2001 28ª giornata | Arezzo | 1 – 1 | Lucchese |  |

| 8 aprile 2001 29ª giornata | Como | 2 – 0 | Arezzo |  |

| 14 aprile 2001 30ª giornata | Arezzo | 1 – 0 | Alzano Virescit |  |

| 22 aprile 2001 31ª giornata | Spezia | 2 – 0 | Arezzo |  |

| 29 aprile 2001 32ª giornata | Arezzo | 0 – 2 | Lecco |  |

| 6 maggio 2001 33ª giornata | Lumezzane | 3 – 3 | Arezzo |  |

| 13 maggio 2001 34ª giornata | Arezzo | 3 – 2 | Cesena |  |